# Francesco Verri
Francesco Verri (* 11. Juni 1885 in Mantua; † 6. Juni 1945 in Riotorto di Piombino) war ein italienischer Radrennfahrer und Weltmeister im Radsport.

## Sportliche Laufbahn
Bei den Olympischen Zwischenspielen 1906 in Athen war er einer von insgesamt sechs Athleten, die drei Goldmedaillen gewinnen konnten. Er siegte mit einer Zeit von 1:42,2 min im Zeitfahren über 1000 Meter. Für die siegreiche Fahrt auf der Bahnrunde benötigte er 22,8 Sekunden und das Rennen über 5000 Meter entschied er in 7:28,6 min für sich. 1905 hatte Verri bereits die Sprintmeisterschaft der Amateure gewonnen. Begonnen hatte er mit dem Radsport im Jahre 1903.
Im selben Jahr gewann Verri (genannt "Cesco") auch die Weltmeisterschaft im Bahnsprint. Im September 1906 wurde Verri Profi, von 1906 bis 1911 sowie 1920 und 1921 wurde er italienischer Meister im Bahnsprint der Profis. Während des Ersten Weltkrieges war Ferri in den Vereinigten Staaten aktiv und gewann dort drei Sechstagerennen. 1924 beendete Verri seine Profikarriere.